# 張景明 (東漢)
张景明（?—?），名不詳，字景明，或即张導。東漢末年袁绍之部下。

## 生平
董卓秉政后，山东群雄举兵反对。张景明亲自登坛歃血，奉辞奔走，使得以袁绍为盟主。袁绍派张景明、郭图（郭公则）、高幹（高元才）等人说服韩馥，使他让冀州给袁绍。后来，因过错受到夷灭之祸。